# 杰尔查文故居博物馆

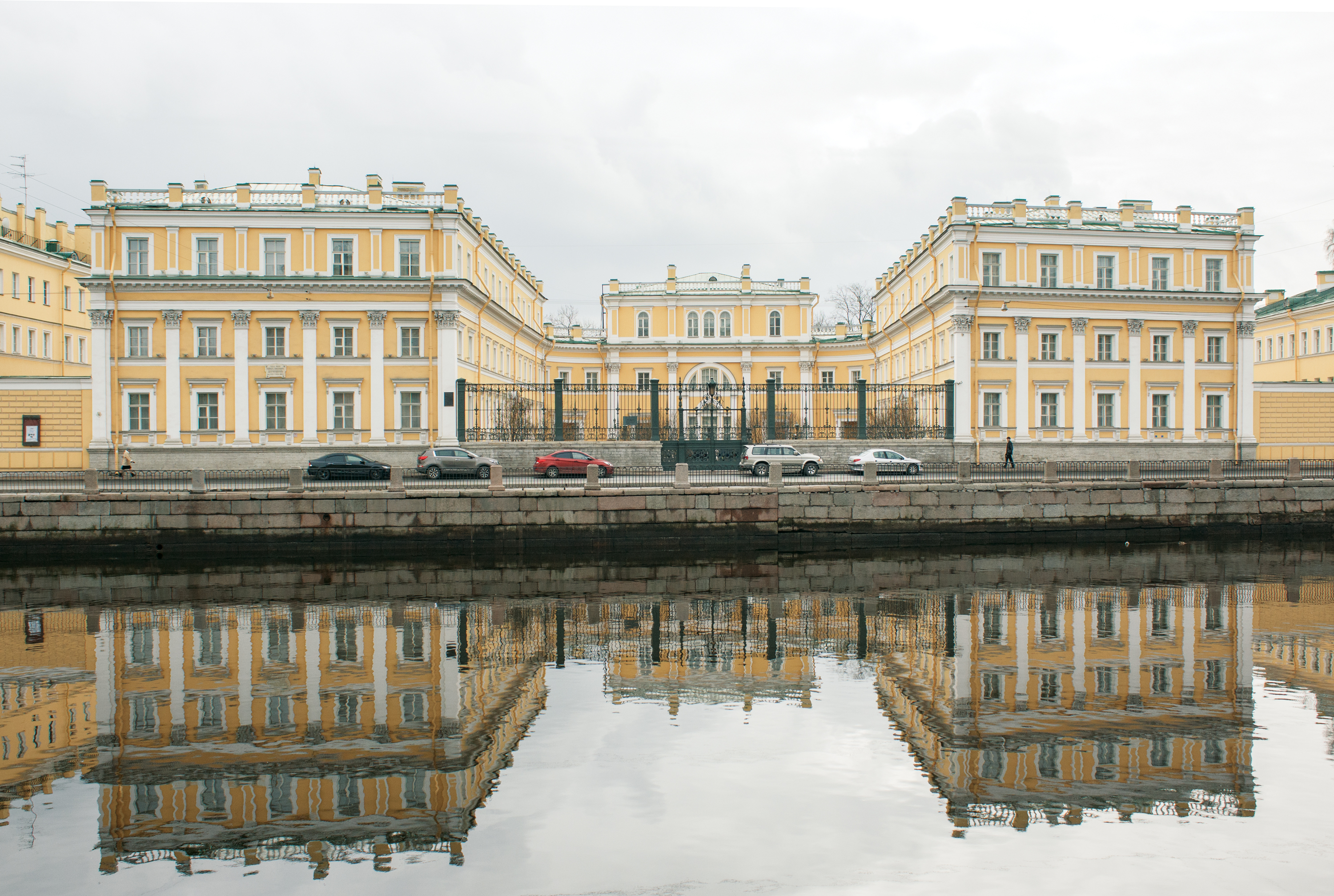

杰尔查文故居博物馆（俄语：Музей-усадьба Г. Р. Державина）是加甫里尔·杰尔查文在圣彼得堡的市内别墅、文学和纪念博物馆，位于丰坦卡河滨河路118号，毗邻杰尔查文巷（Державинский переулок）。自2003年起，成为国家普希金博物馆的一个分馆。
杰尔查文的丰坦卡河别墅包括主楼、两栋二层建筑、一栋小型客房和一座温室。这栋别墅及其环境已经体现在诗人的《致第一邻居》（1780年）与《致第二邻居》（1791年）两首诗中，分别写给两位邻居М. С. 戈利科夫和М. А. 加尔诺夫斯基上校。1811年后，在双灯大厅（двусветный зал）举办“俄文爱好者座谈会”（Беседа любителей русского слова）。
1846 年，该建筑内部重建，以满足罗马天主教神学院的需要，但实际上成为天主教莫吉廖夫总主教的官邸。在苏联时代，这里改为公共住宅。
关于博物馆化的决定是在1998年作出的。2002-2003年，室内装饰以叶卡捷琳娜大帝时代的风格（基于著名的类似物）重建。2003年5月28日，博物馆接待了第一批参观者。庄园的背面和波兰花园（Польский сад）也是重建的一部分，免费进入。

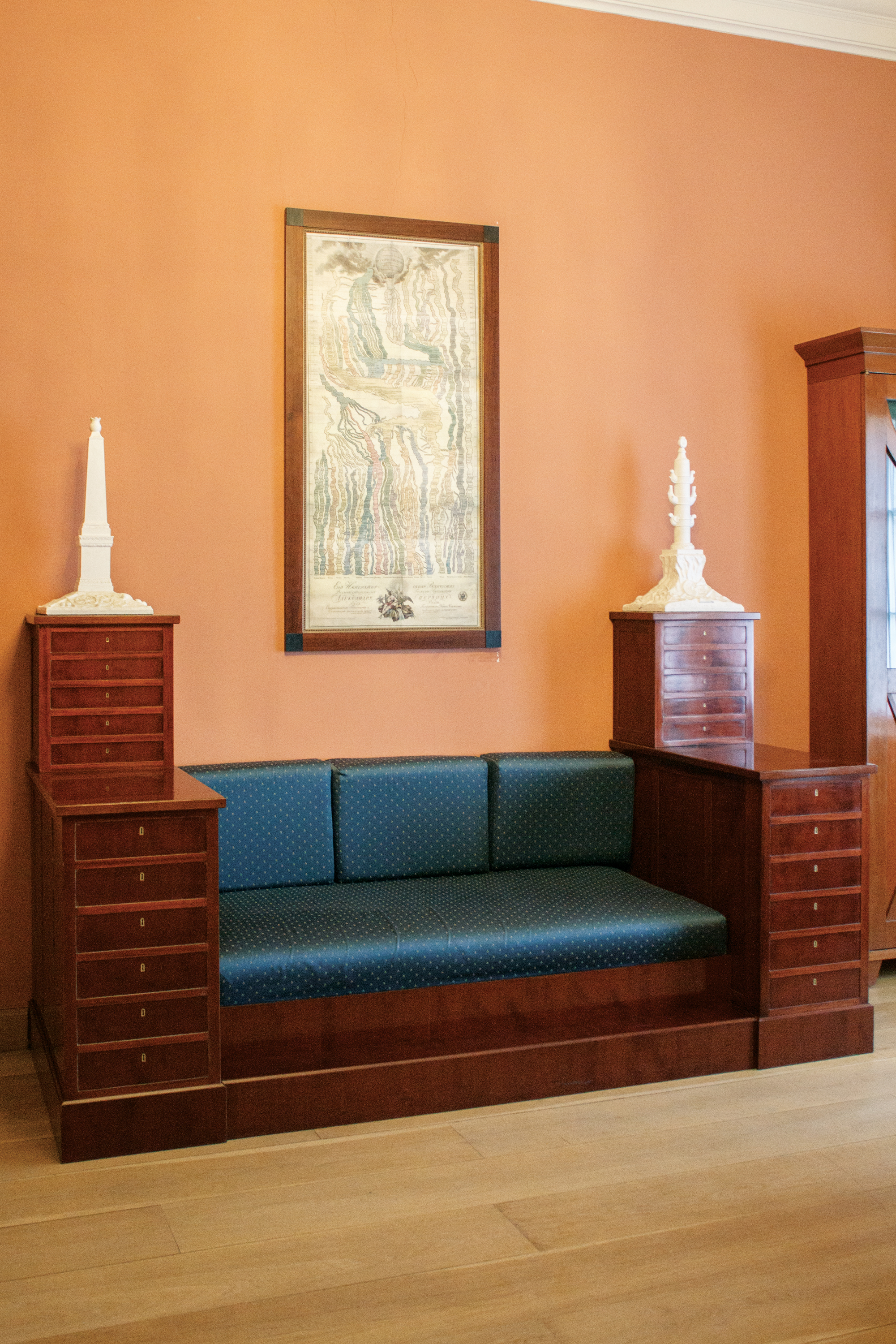
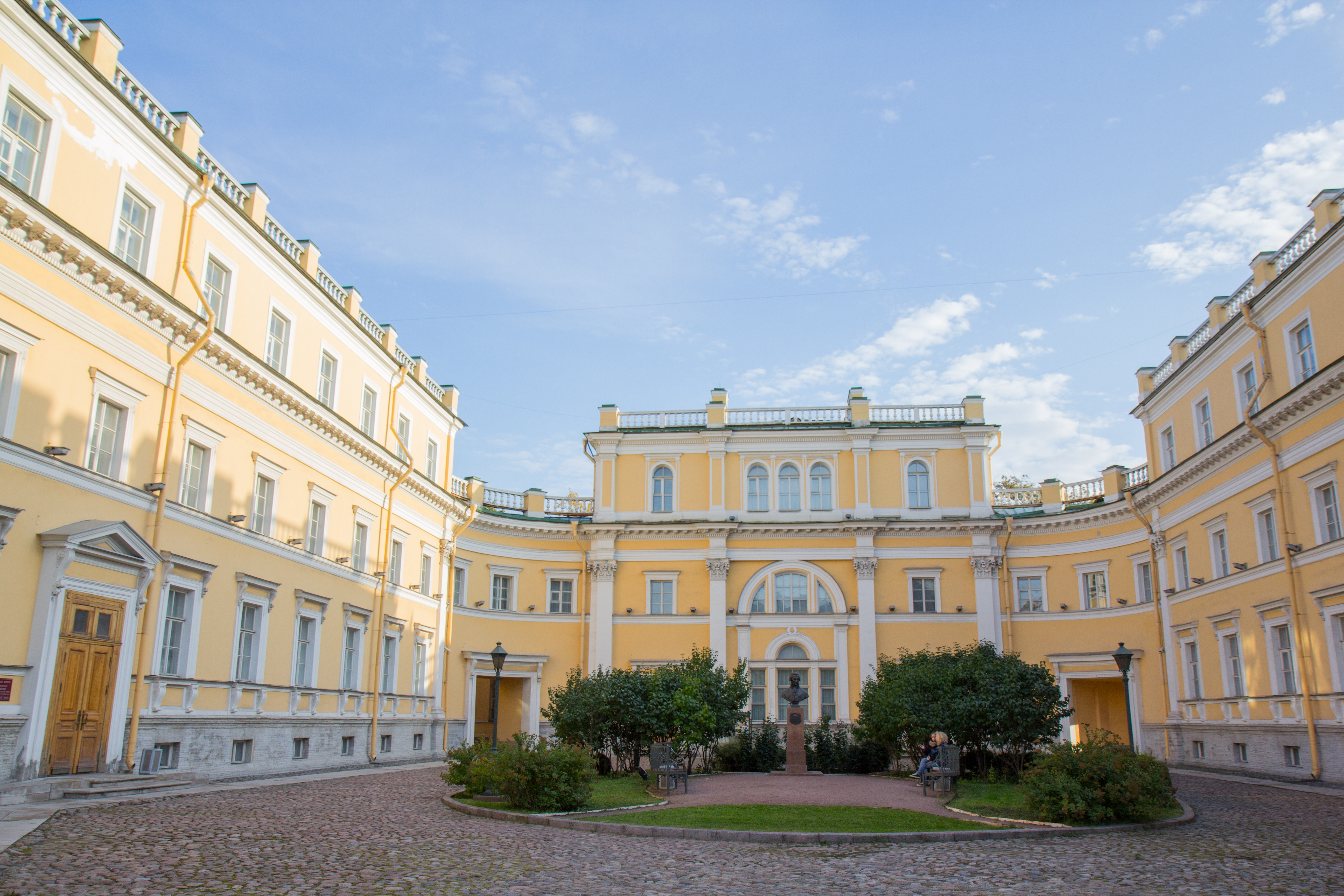
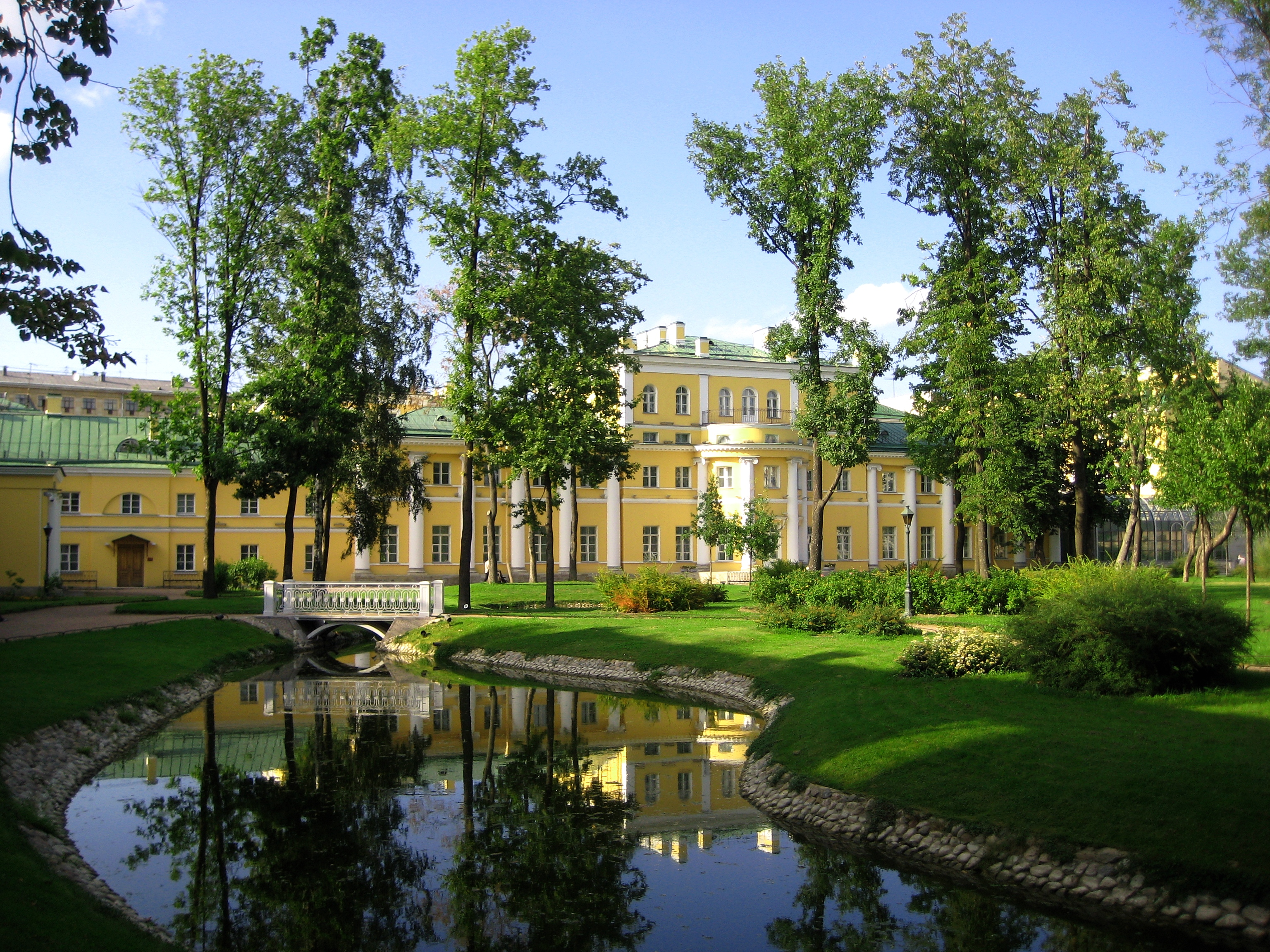
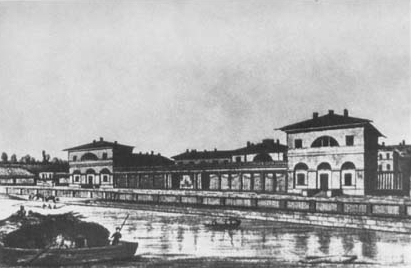
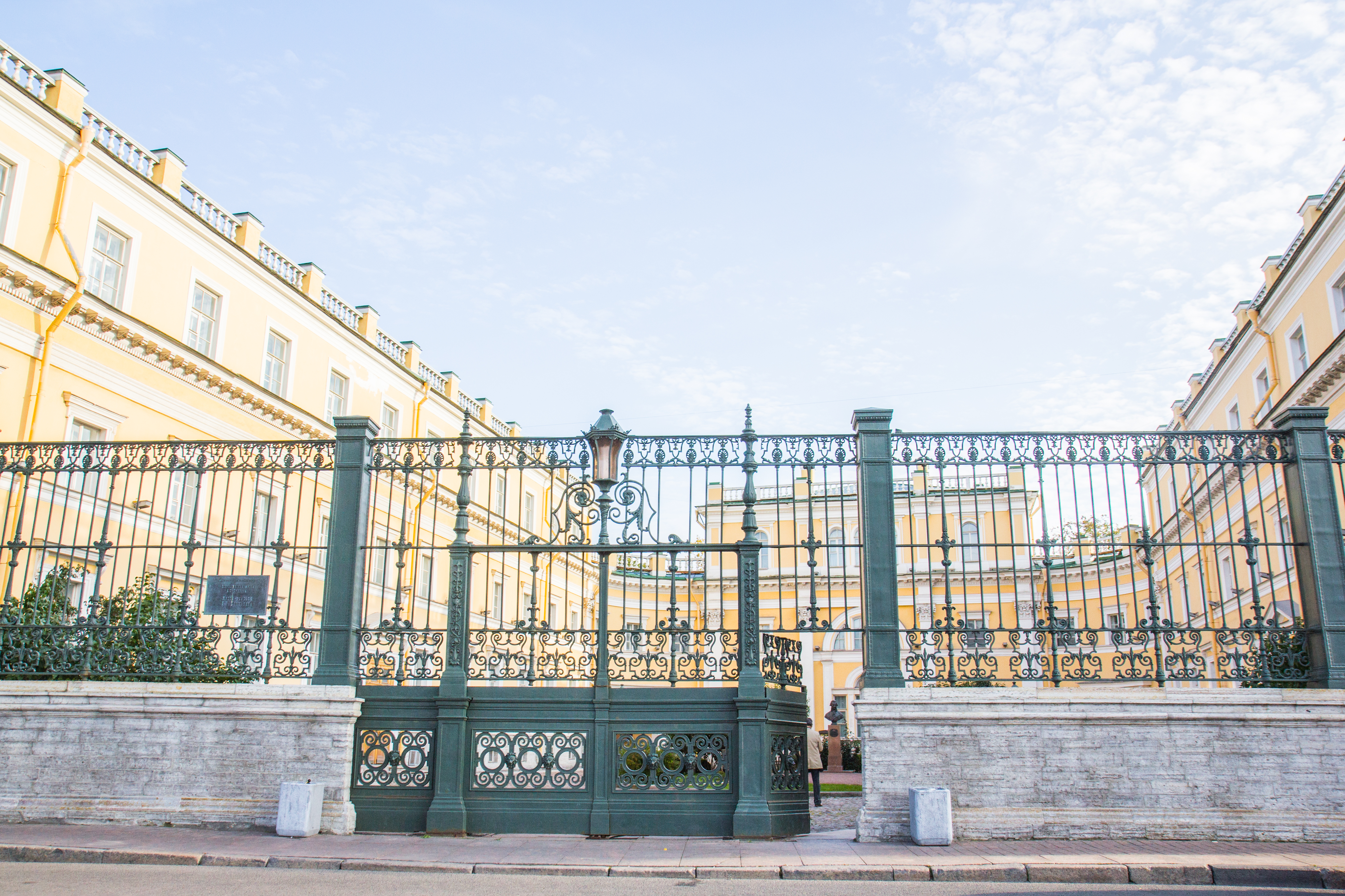